# Psychotria goodii
Psychotria goodii är en måreväxtart som beskrevs av Estrela Figueiredo. Psychotria goodii ingår i släktet Psychotria och familjen måreväxter. Inga underarter finns listade i Catalogue of Life.